# Hagadà de Sarajevo
L'Hagadà de Sarajevo és un manuscrit il·luminat que conté el text tradicional de la Hagadà que es recitat durant el Pessa'h o Pasqua jueva. És una de les Hagadà sefardites que varen ser produïdes a Barcelona al voltant de 1350. L'Hagadà és propietat del Museu Nacional de Bòsnia i Hercegovina de Sarajevo des de 1894, quan va pagar 150 corones (equivalent a uns 8.000 € de 2010). El seu valor econòmic és incalculable, si bé, quan un museu de Madrid la va sol·licitar per a una exposició l'any 1992, es va demanar que fos assegurada per 7 milions de dòlars pel seu transport.

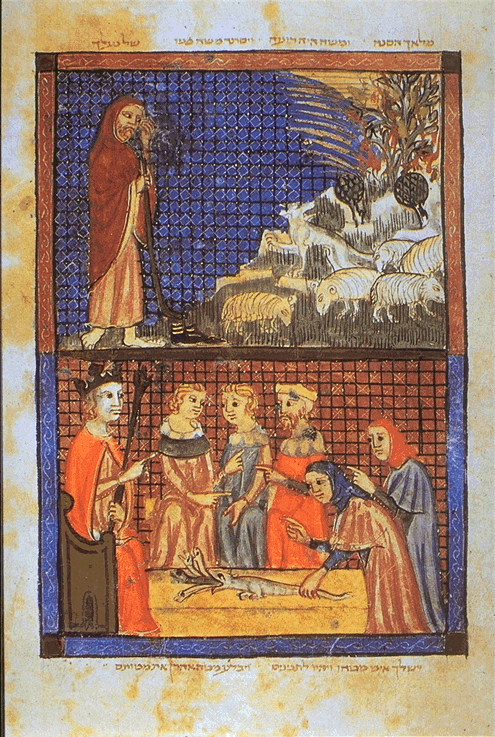
Una pàgina il·lustrada de l′Hagadà. A dalt: Moisès i l'arbust ardent. A sota: la vara d'Aaró convertida en serp s'empassa la serp dels mags egipcis

L'Hagadà de Sarajevo està manuscrita sobre pergamí blanquejat i il·luminat amb coure i or. Conté 34 pàgines d'il·lustracions d'escenes claus en la Bíblia des de la creació fins a la mort de Moisès. Algunes pàgines estan tacades amb vi, una evidència que va ser utilitzat en moltes festes de la Péssah.

## Història

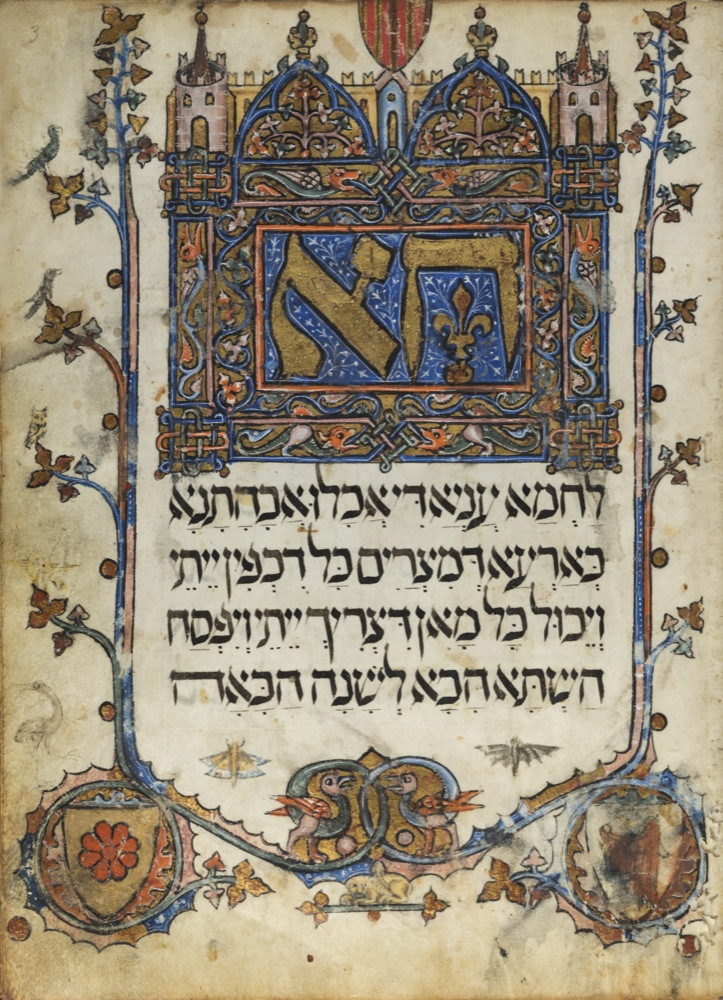
Portada amb l'escut de quatre pals

L'Hagadà de Sarajevo ha estat sovint prop de la destrucció, si bé ha sobreviscut. Els historiadors creuen que el llibre va ser tret de Barcelona pels jueus locals quan van ser expulsats pel Decret de l'Alhambra, el 1492. Les seves notes marginals indiquen que va estar a Itàlia en el segle xvi. Va ser venuda al Museu Nacional de Sarajevo el 1894 per un tal Joseph Kohen, membre d'una família indigent que va haver de vendre l'Hagadà per sobreviure. Com que Sarajevo estava sota la dominació austrohongaresa, la peça es va enviar a Viena per ser examinada i un conservador maldestre la va enquadernar amb unes tapes noves, llençant les originals.
Durant la Segona Guerra Mundial, el manuscrit va ser amagat dels nazis i dels ústaixes pel bibliotecari en cap del museu, Derviš Korkut, que va arriscar la seva vida, traient il·legalment l'Hagadà fora de Sarajevo. Korkut la va donar a un clergue musulmà a Zenica, on va ser amagada sota el terra de fusta de la mesquita i de cases musulmanes. El 1957, va ser publicat un facsímil de l'Hagadà per Sándor Scheiber, director del Seminari Rabí de Budapest. El 1992, durant la Guerra de Bòsnia, el manuscrit va sobreviure a un robatori en el museu i va ser descobert a terra durant la investigació policial per l'inspector local Fahrudin Čebo, amb molts altres objectes que els lladres van creure que no eren valuosos. Durant el setge de Sarajevo per les forces serbobosnianes (el setge més llarg de la història moderna), va sobreviure en una cambra cuirassada subterrània d'un banc. Va haver-hi rumors que el govern l'havia venut per tal de comprar armes; el president de Bòsnia va mostrar el manuscrit a la comunitat Seder el 1995 per a desmentir-ho.
Posteriorment, el manuscrit va ser restaurat mitjançant una campanya especial finançada per les Nacions Unides i la comunitat jueva bosniana el 2001, i va passar a exposar-se de manera permanent al museu des de desembre de 2002.
El 1985, se'n va imprimir una reproducció a Ljubljana, amb 5.000 còpies. El maig de 2006, la Sarajevo publishing house Rabic Ltd. va anunciar una propera publicació de 613 còpies més de l'Hagadà en pergamí fet a mà, que intenta recrear fidelment l'aspecte de l'original del segle xiv, al·ludint al 613 Mitsvà.
S'esmenta breument el manuscrit en la pel·lícula Benvinguts a Sarajevo de Michael Winterbottom. En la novel·la Els guardians del llibre, de Geraldine Brooks (2008), es narra una història de ficció de l'Hagadà des dels seus orígens a Catalunya fins al Museu de Sarajevo.
La història de Derviš Korkut, que va salvar el llibre dels nazis, va ser narrada en un article de Geraldine Brooks a la revista The New Yorker. L'article també narra la història de la jove jueva Mira Papo, a qui Korkut i la seva esposa van amagar dels nazis mentre custodiaven l'Hagadà. En un gir del destí, l'anciana Mira Papo, vivint a Israel-Palestina, va protegir la filla de Korkut durant la Guerra bosniana dels 1990.
Una còpia d'aquesta Hagadà va ser donada a Tony Blair, quan era primer ministre del Regne Unit, pel magnífic Muftí de Bòsnia i Hercegovina, Mustafa Ceric, durant una cerimònia de la Fundació Faith de Tony Blair, el desembre de 2011. El Muftí el va presentar com a símbol interreligiós de cooperació i respecte, destacant les dues ocasions en què el llibre jueu va ser protegit per part de musulmans. Una altra còpia va ser donada pel magnífic Mufti Ceric a un representant del Rabinat d'Israel durant la trobada interreligiosa "Viure junts és el Futur" organitzada a Sarajevo per la Comunitat de Sant Egidi.